# Vacutainer

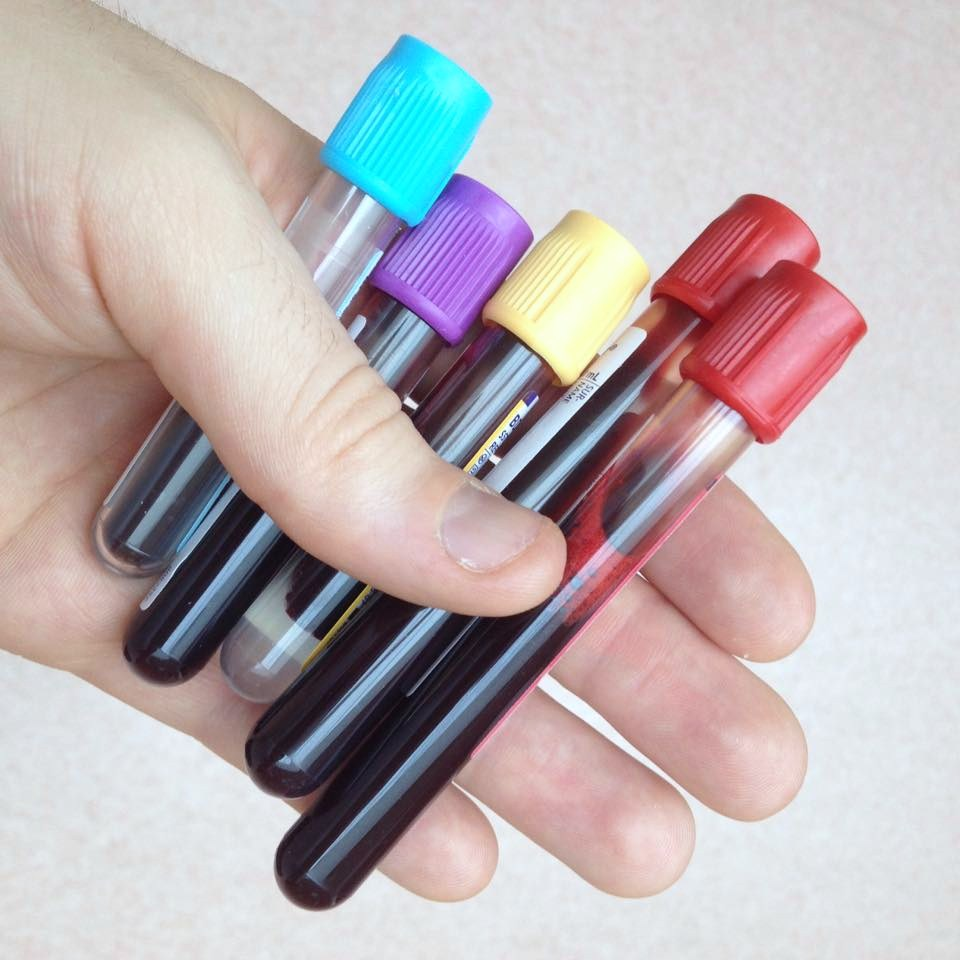
Vacutainere cu sânge

Vacutainer este un mic container asemenea unei eprubete pentru recoltarea sângelui, care este deseori folosit în instituțiile medicalo-sanitaro-publice.
Diferă în funcție de culoare și de aditivii cu care vine dotat direct de la producător.
- Vacutainerul cu capac roșu sau verde (conține heparină): (BIOCHIMIE): nu conține aditivi și este folosit pentru determinări biochimice din ser.
- Vacutainerul cu capac albastru: (COAGULOGRAMĂ): conține citrat de sodiu (Na) și este folosit pentru determinări de coagulare din plasmă.
- Vacutainerul cu capac mov: (Hematologie, HEMOLEUCOGRAMĂ): conține EDTA (Acidul etilendiaminotetraacetic) și este folosit pentru determinări hematologice.
- Vacutainerul cu capac negru: (VSH-VITEZA DE SEDIMENTARE A HEMATIILOR): contine, de asemenea, citrat de sodiu (Na) și este folosit pentru determinarea ratei de sedimentare a hematiilor.

Există mai multe tipuri de vacutainere, dar cele prezentate mai sus sunt cele mai folosite în majoritatea laboratoarelor; cele mai cerute analize medicale se recoltează în aceste vacutainere.